# سمپوزیوم بین‌المللی مجسمه‌سازی تهران

فضای کارگاهی سمپوزیوم-پارک چیتگر-تهران

 اولین سمپوزیوم بین‌المللی مجسمه‌سازی تهران با دو هدف فراهم ساختن شرایط مطلوب برای عنیت بخشیدن به ایده‌های هنری هنرمندان (مجسمه‌ساز) و بهره‌برداری از آثار به منظور تلطیف فضای شهری برگزار می‌شود.
ایده اولیه برگزاری سمپوزیوم بین‌المللی مجسمه‌سازی تهران در بهمن ماه ۱۳۸۴ توسط دکتر محمد حسین حلیمی به معاونت هنری شهرداری تهران(محمد مهدی عسگرپور) ارائه شد و طرح مذکور توسط مدیریت هنرهای تجسمی سازمان فرهنگی هنری شهرداری(سید محسن هاشمی) در بهار ۱۳۸۵ با گردآوری اطلاعاتی در زمینه چگونگی برگزاری این دست سمپوزیوم‌ها و با مبنا قرار دادن سه موضوع علم، هنر و معنویت پیگری شد و در نهایت در ۲۴ خرداد سال ۱۳۸۵ دبیرخانه سمپوزیوم با هدف رصد و دعوت از هنرمندان ایرانی و خارجی برای مشارکت در این سمپوزیوم آغاز به کار کرد.
در پایان مهلت تعیین شده ۳۸۲ ماکت به دبیرخانه سمپوزیوم رسید و براساس مقررات۱۵ اثر خارجی و ۵ اثر از هنرمندان ایرانی و ۷ اثر ذخیره به‌وسیله هیئت داوران اولیه انتخاب شد.
سمپوزیوم در فاصله زمانی ۱ تا ۲۱ اسفند ۱۳۸۵ در پارک جنگلی چیتگر تهران برگزار شد.هر هنرمند برای اجرای اثرش فضایی به عنوان کارگاه در اختیار داشت که اثر خود را در آن اجرا کرد.
هنرمندان 
- ۱.پرستو آهوان(ایران)/نام اثر:تعادل
- ۲.همایون ثابتی مطلق(ایران)/نام اثر:رویش گل‌ها در باد
- ۳.سهند حسامیان(ایران)/نام اثر:شمس
- ۴.داریوش مختاری(ایران)/نام اثر:علی
- ۵.کوروش نقدی پور(ایران)/نام اثر:انسان٬کمال
- ۶.محمدرضا ذبیح‌الله زاده(ایران)/نام اثر:گردونه مهر
- ۷.علی جبار حسن(عراق-دانمارک)/نام اثر:بدون عنوان
- ۸آلن واترز(انگلستان)/نام اثر:بدون عنوان
- ۹.اینیاس ویلدر(انگلستان)/نام اثر:بدون عنوان
- ۱۰.برت ون لو(هلند)/نام اثر:بدون عنوان
- ۱۱.دمیر سرکان(ترکیه)/نام اثر:بدون عنوان
- ۱۲.دلیبور نیکلولیچ(بوسنی هرزگووین)/نام اثر:شبکه
- ۱۳.فریال خرد پیشه(هلند)/نام اثر:بدون عنوان
- ۱۴.گوشکا بیالک(انگلستان)/نام اثر:انعکاس
- ۱۵.لاتیشیا دو بازلر(فرانسه)/نام اثر:بدون عنوان
- ۱۶.لوکامور وینو(ایتالیا)/نام اثر:معما
- ۱۷.مارچلو وونگ(پرو)/نام اثر:دوباره ساختن-Reconstruction
- ۱۸.لی دونگ لیانگ(چین)/نام اثر:حافظه پرواز
- ۱۹.وارول توپاچ(ترکیه)/نام اثر:آفتاب تمدن
- ۲۰.منسود کجو(بوسنی‌وهرزگوین)/نام اثر:این جهان ماست
- ۲۱.یانگ جین هوانگ(چین)/نام اثر:صلح در نگاه
- ۲۲.مجید جمول(سوریه)/نام اثر:بدون عنوان

داوران اولیه
- محمد مهدی حجت
- ویکتور دارش(استاد مجسمه‌سازی دانشکده هنرهای زیبای دانشگاه تهران)
- پرویز تناولی(هنرمند و استاد مجسمه سازی)
- عباس کیارستمی(هنرمند عکاس و فیلمساز)
- داریوش شایگان(نظریه پرداز و نویسنده)
- مؤید عهد(استاد دانشگاه و معمار)
- غلامحسین ابراهیمی دینانی(فیلسوف )

داوران نهایی
- دومینیک تینو
- رابرت مورگان
- یانگ شوآیانگ
- محمد مهدی حجت
- رضا یحیایی

## جوایز
پرداخت جوایز این سمپوزیوم به‌وسیله برگزارکننده آن یعنی سازمان فرهنگی هنری شهرداری تهران تأمین شد.
- لوح افتخار بهترین اثر به همراه ۷۰٬۰۰۰دلار جایزه نقدی[نیازمند منبع]
- لوح افتخار جایزه اثر دوم به همراه ۴۰٬۰۰۰ دلار جایزه نقدی[نیازمند منبع]
- لوح افتخار جایزه اثر سوم به همراه ۲۰٬۰۰۰دلار جایزه نقدی[نیازمند منبع]
- لوح افتخار جایزه اثر چهارم به همراه ۸٬۰۰۰ دلار جایزه نقدی[نیازمند منبع]
- لوح افتخار جایزه اثر پنجم به همراه ۷٬۰۰۰ دلار جایزه نقدی[نیازمند منبع]
- لوح افتخار بهترین اثر ششم به همراه ۶٬۰۰۰دلار جایزه نقدی[نیازمند منبع]
- لوح افتخار بهترین اثر هفتم به همراه ۵٬۰۰۰ دلار جایزه نقدی[نیازمند منبع]
- لوح افتخار بهترین اثر هشتم به همراه ۴٬۰۰۰ دلار جایزه نقدی[نیازمند منبع]

به علاوه به همه طرح‌های برگزیده مبلغ ۳٬۰۰۰ دلار جایزه نقدی تعلق گرفت.

### برگزیدگان

معما اثر مارووینو لوکا از ایتالیا-پارک چیتگر-تهران

در مراسم اختتامیه اولین سمپوزیوم مجسمه‌سازی تهران(که در پارک چیتگر تهران برگزار شد)، در روز سه‌شنبه ۲۲ اسفند ۱۳۸۵ اسامی برگزیدگان نهایی اعلام شد.
- هیأت داوران هیچ اثری را لایق معرفی به عنوان اثر برگزیده اول ندانست.[نیازمند منبع]

#### برگزیده دوم
- بدون عنوان اثر علی جبار حسین از عراق برنده لوح تقدیر و ۴۰ هزار دلار جایزه نقدی[نیازمند منبع]

#### برگزیدگان سوم
- شمس اثر سهند حسامیان از ایران برنده لوح تقدیر و ۲۰هزار دلار جایزه نقدی[نیازمند منبع]
- گردونه مهر اثر محمد رضا ذبیح‌الله زاده از ایران برنده لوح تقدیر و ۲۰هزار دلار جایزه نقدی[نیازمند منبع]

#### برگزیدگان چهارم
- دوباره ساختن اثر مارچلو وونگ از پرو برنده لوح تقدیر و ۱۰ هزار دلار جایزه نقدی[نیازمند منبع]
- خورشید تمدن اثر وارول توپاچ از ترکیه برنده لوح تقدیر و ۱۰ هزار دلار جایزه نقدی[نیازمند منبع]
- معما اثر مارووینو لوکا از ایتالیا برنده لوح تقدیر و ۱۰ هزار دلار جایزه نقدی[نیازمند منبع]
- تعادل اثر پرستو آهوان از ایران برنده لوح تقدیر و ۱۰ هزار دلار جایزه نقدی[نیازمند منبع]

#### برگزیدگان پنجم
- رویش در باد اثر هم[نیازمند منبع]

ایون ثابتی مطلق از ایران برنده لوح تقدیر و ۵ هزار دلار جایزه نقدی
- خاطره پرواز اثر لی دانگ لیانگ از چین برنده لوح تقدیر و ۵ هزار دلار جایزه نقدی[نیازمند منبع]
- بدون عنوان اثر برت ون لو از هلند برنده لوح تقدیر و ۵ هزار دلار جایزه نقدی[نیازمند منبع]
- صلح در نگاه اثر یانگ جین هوآن از چین برنده لوح تقدیر و ۵ هزار دلار جایزه نقدی[نیازمند منبع]